# آزمایش بطری آبی
آزمایش بطری آبی یک واکنش شیمیایی اکسایش-کاهش همراه با تغییر رنگ است. محلول آبی حاوی گلوکز، سدیم هیدروکسید، متیلن بلو در یک بطری بسته حاوی مقداری هوا تهیه می‌شود. هنگام سکون محلول، به دلیل کاهش متیلن بلو توسط محلول قلیایی قند، رنگ محتویات بطری خود به خود از آبی به بی‌رنگ تبدیل می‌شود. با این حال، تکان دادن بطری باعث اکسید شدن متیلن بلو و تبدیل به شکل آبی رنگ آن می‌شود. با تکان دادن بیشتر، این چرخه تغییر رنگ را می‌توان بارها و بارها تکرار کرد. این نمایش کلاسیک می‌تواند در دوره‌های عملی به عنوان یک آزمایش در شیمی عمومی و برای مطالعه سینتیک شیمیایی و سازوکار واکنش‌های شیمیایی استفاده شود. این واکنش علاوه بر گلوکز با سایر عوامل کاهنده و علاوه بر متیلن بلو، با سایر شناساگرهای ردوکس نیز قابل انجام است.